# Piètement
En mobilier, le piétement ou piètement est la partie basse du meuble qui comprend essentiellement les pieds.
Sur le piétement vient généralement s'appuyer le châssis ou l'assise.